# Едуардс Дашкевичс
Едуардс Дашкевичс (латис. Eduards Dašķevičs, нар. 12 липня 2002, Даугавпілс, Латвія) — латвійський футболіст, півзахисник клубу «Рига» та національної збірної Латвії.

## Ігрова кар'єра

### Клубна
Едуардс Дашкевичс починав займатися футболом у своєму рідному місті Даугавпілс. У 2018 році він приєднався до молодіжної команди бельгійського «Андерлехта». Дашкевичс провів кілька товариських матчів в складі першої команди клубу. 
Але на дорослому рівні футболіст вперше вийшов на поле у складі норвезького клубу «Гамаркамератене». У 2021 році Едуардс приєднався до клубу Другого дивізіону чемпіонату Норвегії. І в тому ж сезоні став переможцем турніру і 25 травня 2022 року півзахисник дебютував у вищому дивізіоні чемпіонату Норвегії.
Перед початком сезону 2023 року Дашкевичс повернувся до Латвії, де підписав контракт з клубом «Рига».

### Збірна
16 червня 2023 року у матчі проти Туреччини Едуардс Дашкевичс дебютував у складі національної збірної Латвії.

## Титули
Гамаркамератене
- Переможець Другого дивізіону: 2021

Рига
 Переможець Кубка Латвії: 2023
 Переможець Суперкубка Латвії: 2024